# Thomas Vinterberg

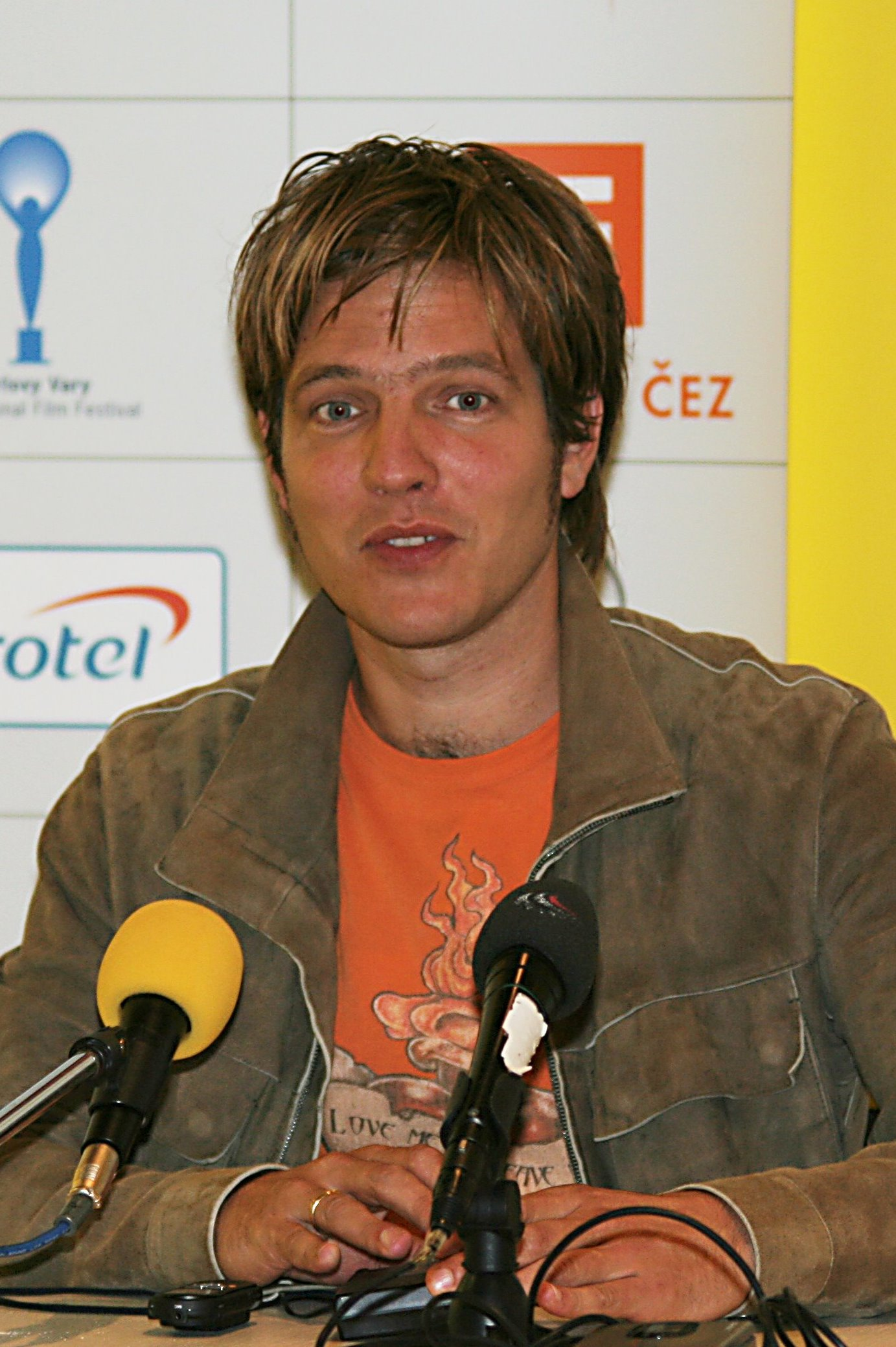
Thomas Vinterberg

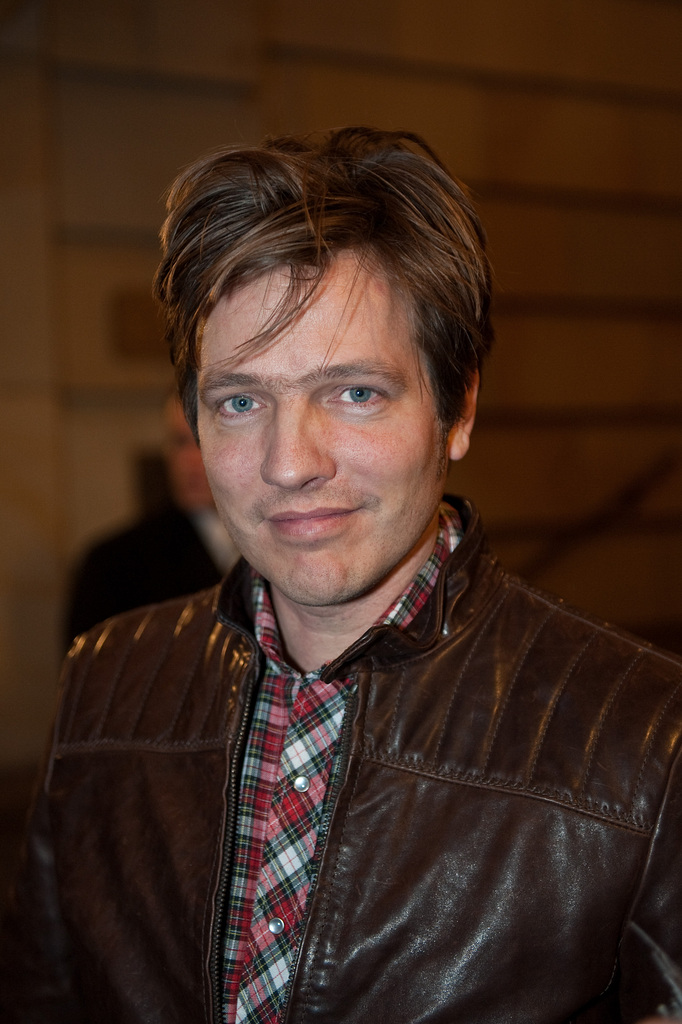
Thomas Vinterberg op de Berlinale in 2010

Thomas Vinterberg (Kopenhagen, 19 mei 1969) is een Deense filmregisseur en scenarioschrijver die samen met Lars von Trier, Kristian Levring en Søren Kragh-Jacobsen de Dogma 95-beweging oprichtte. Hij werd zowel in 2000 (voor Festen) als 2013 (voor Jagten) genomineerd voor de BAFTA Award voor beste niet-Engelstalige film. Meer dan dertig andere filmprijzen won Vinterberg daadwerkelijk, waaronder de juryprijs van het Filmfestival van Cannes 1998 (voor Festen), de European Film Award voor Europese ontdekking van het jaar in 1998 (voor Festen), die voor uitmuntende Europese prestatie in de cinema in 2008 (voor het werk met Dogma 95) en die voor beste scenarioschrijver in 2012 (voor Jagten), een Independent Spirit Award (voor Festen) en de publieksprijs van het International Film Festival Rotterdam 1999 (voor Festen).
Vinterbergs eerste avondvullende film was De Største Helte (The Biggest Heroes) in 1996, een 'roadmovie'. Na de oprichting van het Dogma 95-collectief regisseerde hij de eerste Dogmafilm, Festen ('het feest'), die hij samen met Mogens Rukov ook schreef. Hij speelde daarbij zelf een kleine bijrol in de film. In 2003 bracht Vinterberg het apocalyptische en post-apocalyptische sciencefiction-liefdesverhaal It's All About Love uit, een internationale coproductie die hij in vijf jaar tijd schreef, regisseerde en produceerde. De film was geheel in het Engels. Onder anderen Joaquin Phoenix, Claire Danes en Sean Penn vormden de cast. Na de films Dear Wendy in 2005 en Submarino in 2010 presenteerde Vinterberg in 2012 Jagten ('de jacht'), die hij zowel regisseerde als schreef (het laatste samen met Tobias Lindholm). Hiervoor won hij de Europese Filmprijs voor het beste scenario en werd hij genomineerd voor beste regisseur en beste film.

## Filmografie
Als regisseur:
- Druk (2020)
- Kursk (2018)
- Kollektivet (2016)
- Far from the Madding Crowd (2015)
- Jagten (2012)
- Submarino (2010)
- En mand kommer hjem (aka A Man Comes Home, 2007)
- Dear Wendy (2005)
- It's All About Love (2003)
- Festen (1998)
- De største helte (aka The Biggest Heroes, 1996)

Als schrijver:
- Kollektivet (2016, samen met Tobias Lindholm)
- Jagten  (2012, samen met Tobias Lindholm)
- Submarino  (2010, samen met Tobias Lindholm, naar een boek van Jonas T. Bengtsson)
- En mand kommer hjem  (2007, samen met Mogens Rukov en Morten Kaufmann)
- It's All About Love  (2003, samen met Mogens Rukov)
- Festen  (1998, samen met Mogens Rukov)
- De Største Helte (1996, samen met Bo Hr. Hansen)

- Bibsys: 99063806
- Biblioteca Nacional de España: XX5058016
- Bibliothèque nationale de France: cb14144178w (data)
- Gemeinsame Normdatei: 123494184
- International Standard Name Identifier: 0000 0001 1680 3092
- Library of Congress Control Number: nr00021344
- Nationale Bibliotheek van Letland: 000318802
- MusicBrainz: c151f76a-0e51-4628-9c12-0e3baf35a005
- Nationale Bibliotheek van Tsjechië: js20050711015
- Nationale Bibliotheek van Israël: 987007300749905171
- Nationale Bibliotheek van Polen: a0000002813055
- Nederlandse Thesaurus van Auteursnamen: 185413404
- Réseau des bibliothèques de Suisse occidentale: 02-A006032214
- LIBRIS: 275758
- SNAC: w6kf6k6k
- Système universitaire de documentation: 057631514
- Virtual International Authority File: 84236868
- WorldCat: E39PBJymDGYGFP7wcfdYPM7T73